# Алтайські імена
Алта́йські імена́ — імена, які були в ужитку серед алтайців в середні віки, до кінця XIX століття. На цей час близько половини алтайців мають російські імена.

## Традиція
З середини ХІХ ст., коли деяка частина алтайців прийняла християнство, стали поширюватися російські імена, хоча одночасно з російським ім'ям давалося і своє національне ім'я. Офіційним ім'ям зазвичай було російське, а для домашнього вжитку залишалося національне.

## Алтайські форми російських імен
Темекей (Тимофій), Елескей (Олексій), Паслей (Василь), Єканат (Гнат), Д'єлене (Олена), Мукулаш (Микола), Бануш (Іван); хакаськ. Ігнас (Ігнатій), Маткей (Матвій), Педе (Федір).